# Le Quatrième Pouvoir (film, 2012)
Pour les articles homonymes, voir Quatrième pouvoir (homonymie).
Pour plus de détails, voir Fiche technique et Distribution.
Le Quatrième Pouvoir (titre original : Die vierte Macht) est un film d'espionnage et un thriller allemand de Dennis Gansel sorti le 8 mars 2012 en Allemagne.

## Synopsis
Le journaliste Paul Jensen laisse Berlin pour Moscou où il a trouvé un poste dans un tabloïd russe. Il rencontre Katja, une jeune Moscovite mystérieuse qui lui propose de diriger une rubrique dans son propre magazine. Il s'ensuit une série d'évènements étranges dans sa vie. Il est accusé de terrorisme et tombe dans un dangereux engrenage.

## Fiche technique
- Titre original : Die vierte Macht
- Titre français : Le Quatrième Pouvoir
- Réalisation : Dennis Gansel
- Scénario : Dennis Gansel
- Direction artistique : Ralf Schreck
- Décors : Matthias Müsse
- Costumes : Natascha Curtius-Noss
- Photographie : Daniel Gottschalk
- Son : Patrick Veigel
- Montage : Jochen Retter
- Musique : Heiko Maile
- Production : Nina Maag, Sebastian Werninger (déléguée), Thomas Peter Friedl, Nico Hofmann
- Société(s) de production[1] : Seven Pictures (coproduction), Ufa Film (production)
- Société(s) de distribution[1] : 
  - Allemagne : Universal Pictures International (UPI) (2012)
  - France : Bac Vidéo (2013) (DVD)
- Budget :
- Pays d’origine :  Allemagne
- Langue originale : anglais, russe
- Format : couleur (film négatif SxS Pro) — Digital Intermediate (2K) (master), ProRes 4:4:4 (1080/24p) (source), D-Cinema (impression) — 2,35:1 (VistaVision)
- Genre : thriller, espionnage
- Durée : 115 minutes
- Dates de sortie[2] :
  - Allemagne : 8 mars 2012
  - France : 18 avril 2013 (DVD)

## Distribution
- Moritz Bleibtreu : Paul Jensen
- Rade Serbedzija : Onjegin
- Kasia Smutniak : Katja
- Max Riemelt : Chris
- Mark Ivanir : Aslan
- Cosima Shaw : Andrea Berger
- Stipe Erceg : Vladimir
- Reiner Schöne : Sokolow
- Michael Ihnow : officier FSB
- Alexander Yassin : Alexander
- Merab Ninidze : Sagalayev
- Alexandra Starnitzky : assistante sur le vol
- Jean Denis Römer : agent 1 FSB
- Paulina Bachmann : assistante sur le vol
- Nathalie Griffin : femme dans l'autobus de l'aéroport
- Marco Ammer : Ober Pjotr